# Sierra Chica (Buenos Aires)
Sierra Chica es una localidad del partido de Olavarría, localizado en el interior de la Provincia de Buenos Aires, Argentina.
Se localiza a 12 km de la Ciudad de Olavarría, tomando por el Camino de los Pueblos en dirección noreste. Aquí se halla enclavado el penal de máxima seguridad de la provincia número 2.

## Historia
Fue fundada en 1882 por inmigrantes italianos que llegaron al país para explotar los ricos yacimientos de granito descubiertos allí un año antes.

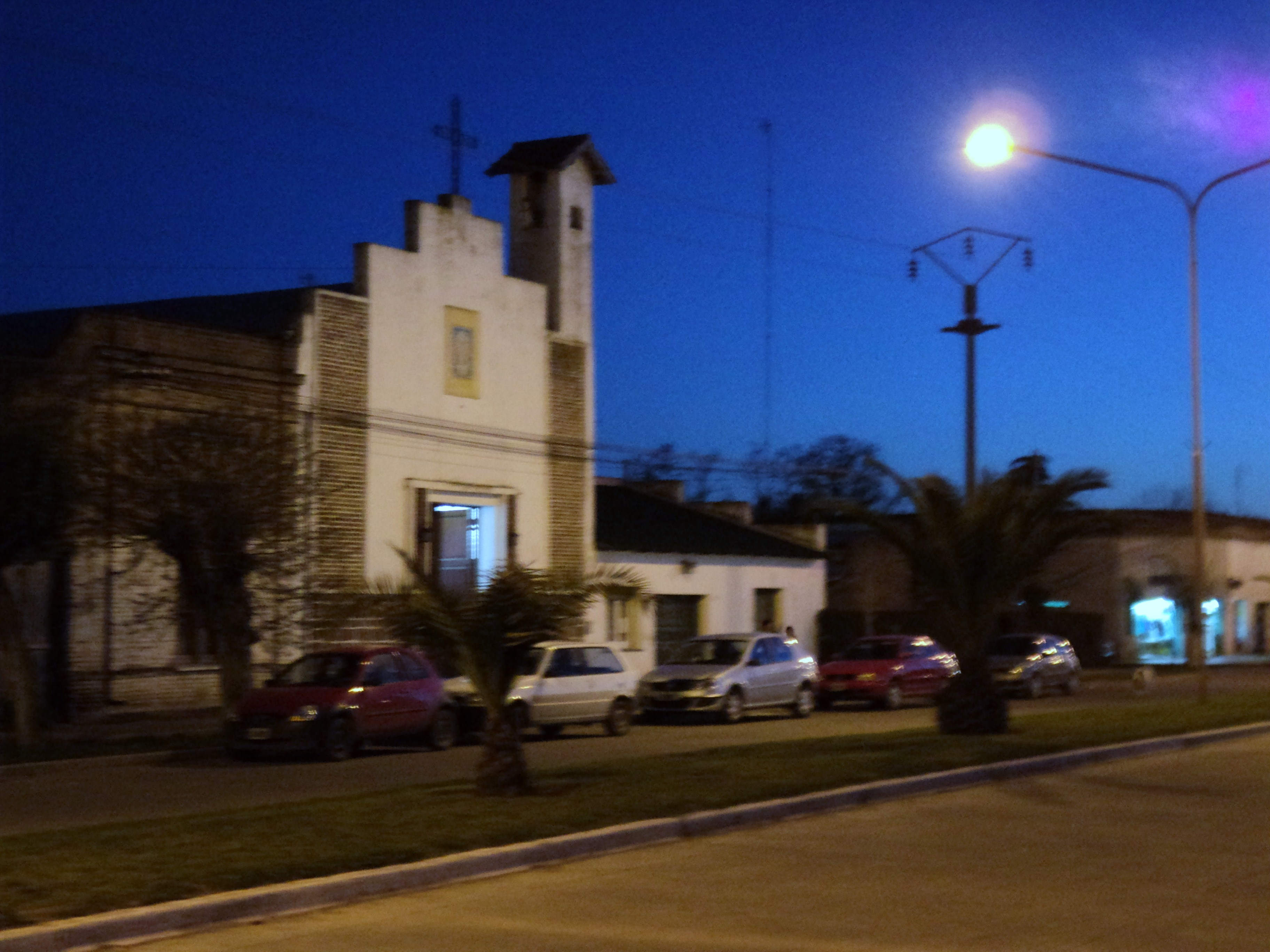
Iglesia católica de la localidad en la avenida principal.

## Cultura

### Museo Municipal de la Piedra Ema Occhi
Inaugurado el 12 de diciembre de 1999, cuenta la historia de los picapedreros llegados desde Italia que trabajaron el granito rojo, único en el mundo. Muestra cordones y adoquines, y grandes obras que realizaron los artesanos de la piedra. Se expone además el resultado de un trabajo de historia oral que recuperó parte de la historia sierrachiquense.
Además, se puede adentrar en la historia del Penal de Sierra Chica, mediante fotografías, herramientas, y objetos.
El Museo es un nexo turístico entre la capilla Santa Lucía, las Ruinas del Molino Viejo, las casas de piedra de los picapedreros, la Cantera Negra,  el sitio histórico de la Batalla de Sierra Chica y el parque municipal La Hormiga.
El 17 de diciembre de 2012 El Museo de la Piedra estrenó sede en Sierra Chica, también se inauguró el jardín maternal. Estas acciones responden al trabajo conjunto entre las Mesas de Gestión Territorial y la comunidad de Sierra Chica, impulsado desde el gobierno del intendente José Eseverri. Las Mesas de Gestión Territorial han transitado un año de intenso trabajo en los distintos Servicios Municipales Territoriales de Olavarría y la localidad, y como cierre del trabajo realizado en Sierra Chica es que se inauguraron estos dos nuevos espacios.
A las 19.30 quedó inaugurado el nuevo edificio del Museo Municipal de la Piedra "Ema Occhi" de Sierra Chica a través de la Red de Museos Municipales de los Pueblos, dependiente de la Subsecretaría de Cultura, Educación y Turismo para poner en valor un edificio histórico de la localidad.

## Turismo
Posee una gran cantidad de lagos de cantera, hermosas quintas, casonas históricas, un gran parque y la vieja penitenciaría completan el paisaje de este pueblo.

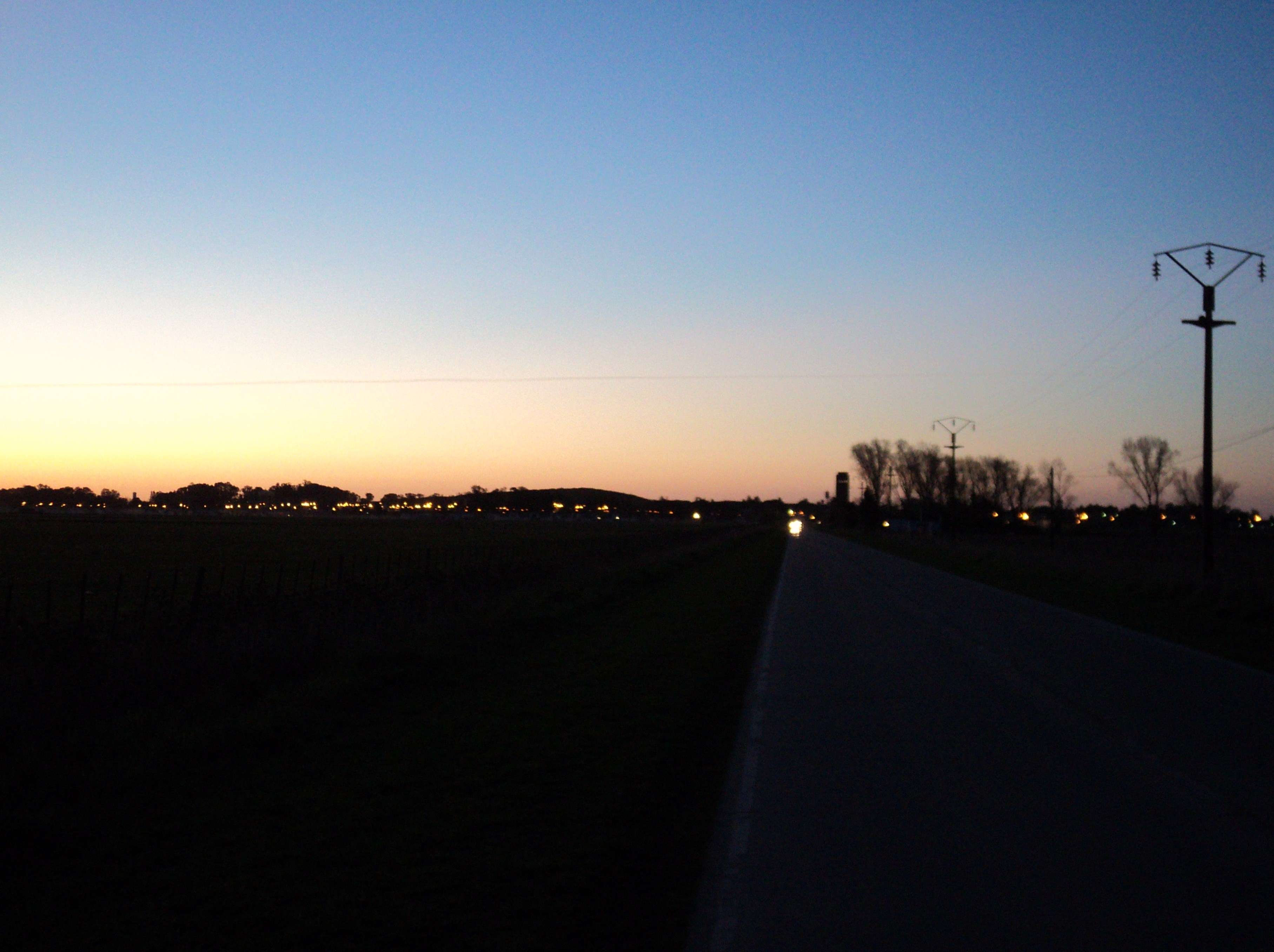
Sierras desde el campo, se aprecia una torre de gran altura.

## Población
Cuenta con 4,812 habitantes (Indec, 2010), lo que representa un incremento del 45.5% frente a los 3,305 habitantes (Indec, 2001) del censo anterior. Estos datos incluyen a la Unidad Penal.

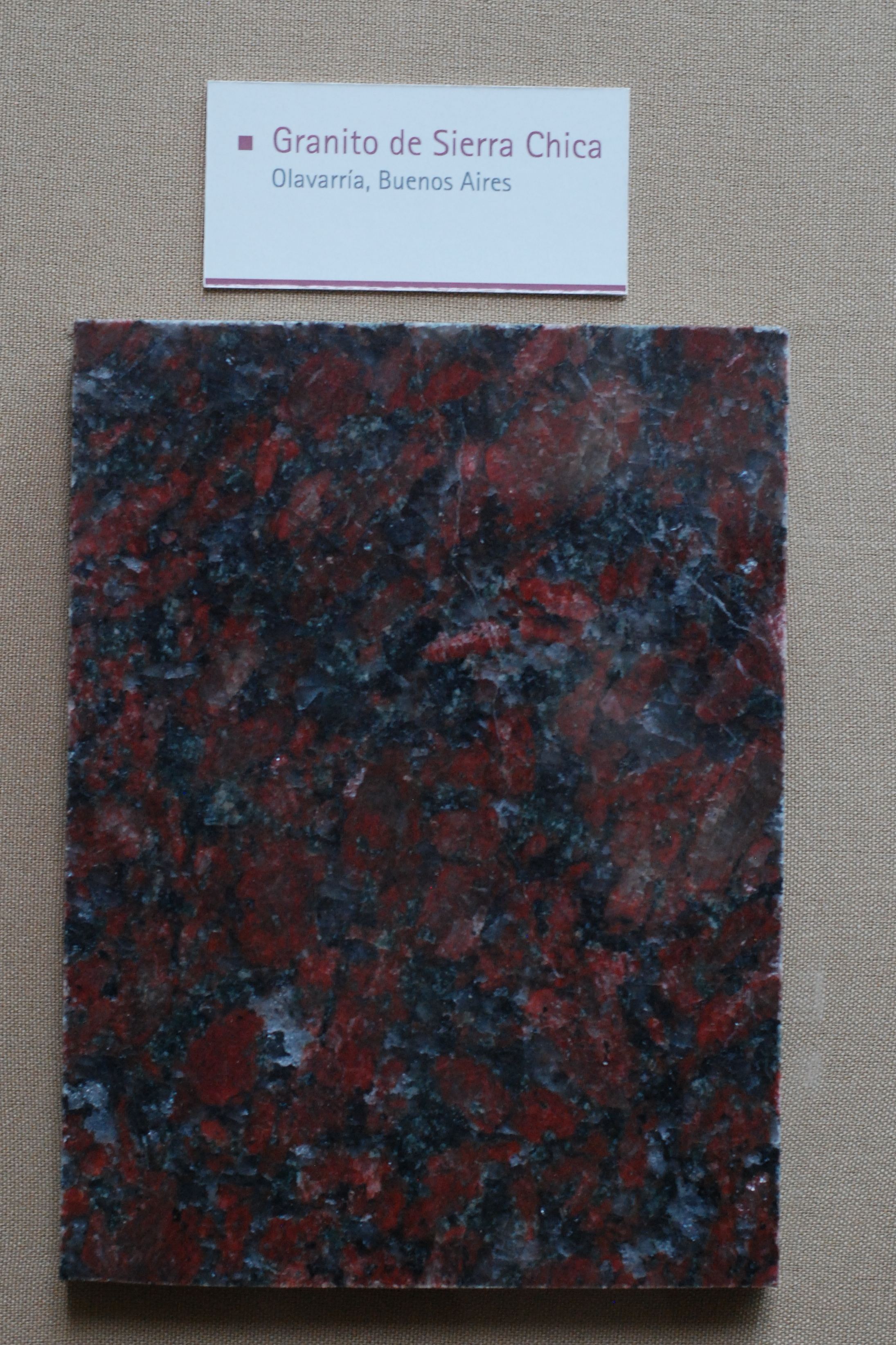
Granito de Sierra Chica. Museo de La Plata.

| Gráfica de evolución demográfica de Sierra Chica entre 1960 y 2010 |
|                                                                    |
| Fuentes: INDEC                                                     |

## Parroquias de la Iglesia católica en Sierra Chica
| Diócesis  | Azul                    |
| --------- | ----------------------- |
| Parroquia | Nuestra Señora de Luján |